# Michael Gross
Michael Edward Gross (ur. 21 czerwca 1947 w Chicago) – amerykański aktor telewizyjny, filmowy i teatralny.

## Życiorys
Urodził się i wychował się w Chicago w Illinois w rodzinie rzymskokatolickiej jako syn Virginii Ruth (z domu Cahill), operatorki telefonicznej, i Williama Oscara Grossa, projektanta narzędzi. Jego siostra Mary Gross (ur. 25 marca 1953) została także aktorką. Uczęszczał do Kelvyn Park High School w Chicago. Licencjat uzyskał na tamtejszym Uniwersytecie Illinois a magisterium na Uniwersytecie Yale.
W listopadzie 1979 przyjął rolę Grety w produkcji broadwayowskiej Bent z Richardem Gere’em.
Od 22 września 1982 do 14 maja 1989 występował jako Steven Keaton w sitcomie NBC Więzy rodzinne (Family Ties). Stał się znany z serii filmów Wstrząsy (Tremors, 1990), na podstawie których powstał też serial telewizyjny pod tym samym tytułem. Pojawił się też gościnnie w serialach Po tamtej stronie, Jak poznałem waszą matkę i W garniturach.
2 czerwca 1984 poślubił Elzę Bergeron.

## Filmografia
- 1982–89 Family Ties jako Steven Keaton
- 1988: Bliźnięta nie do pary (Big Business) jako dr Jay Marshall
- 1990: Wstrząsy (Tremors) jako Burt Gummer
- 1992: Alan i Naomi jako Sol Silverman
- 1994: Lawina (Avalanche) jako Brian Kemp
- 1996: Wstrząsy 2: Wielkie larwy wróciły (Tremors 2: Aftershocks) jako Burt Gummer
- 2001: Wstrząsy 3: Powrót do Perfekcji (Tremors 3: Back to Perfection) jako Burt Gummer
- 2003: Wstrząsy (Tremors) jako Burt Gummer
- 2004: Wstrząsy 4: Początek legendy (Tremors 4: The Legend Begins) jako Hiram Gummer
- 2015: Wstrząsy 5: Więzy krwi (Tremors 5: Bloodlines) jako Burt Gummer
- 2018: Wstrząsy 6: Zimny dzień w piekle (Tremors 6: A Cold Day in Hell) jako Burt Gummer
- 2020: Wstrząsy 7: Shrieker Island (Tremors 7: Shrieker Island) jako Burt Gummer